# António Sérgio (radialista)
António Sérgio Correia Ferrão (Benguela, Angola, 14 de Janeiro de 1950 - Lisboa, 1 de Novembro de 2009) foi um locutor e realizador de rádio português, DJ, editor discográfico, especialista e grande divulgador de música rock, pop e de vanguarda.

## Percurso
Nasceu a 14 de Janeiro de 1950 em Benguela, Angola. Começou a amar a rádio com os pais, António Joaquim dos Santos Ferrão (que utilizava o pseudónimo radiofónico de António Sérgio, em homenagem ao pensador e cooperativista com o mesmo nome) e Odete Correia Ferrão,  locutores de profissão no Rádio Clube do Bié, aprendendo a técnica radiofónica desde criança. Mais tarde a família mudou-se para Lisboa, onde continuou a trabalhar na rádio (Emissora Nacional e Rádio Renascença). Estreou-se na Rádio Renascença como locutor de continuidade, em 1968. Apresentou com a mãe o programa Encontro para Dois, e mais tarde Quando o Telefone Toca (um programa diário de discos pedidos). Em 1976 criou o programa Rotação, que dava à noite, que durou até ao final de 1979. António Sérgio foi o primeiro a divulgar em Portugal nomes como Patti Smith, Iggy Pop, Sex Pistols, The Stranglers ou Joy Division. Também trabalhou em editoras discográficas como a Valentim de Carvalho, a Nova e a Rossil. Foi um dos produtores do disco Música Moderna dos Corpo Diplomático. Na editora Rossil criou a subsidiária "Rotação" que lançou nomes como Xutos & Pontapés ou Opinião Pública.
Em 1980 mudou-se para a Rádio Comercial onde realizou e apresentou os programas Rolls Rock (1980-1982), Som da Frente (1982-1993), Louras, Ruivas e Morenas (1984, com Ana Cristina Ferrão, sobre as mulheres na música pop) e Lança Chamas (sobre heavy metal). Em todos esses programas de alta qualidade, António Sérgio, profundo conhecedor e investigador do assunto, divulgou a obra dos melhores músicos e bandas de rock à margem do mercado "convencional", particularmente na vertente "punk", "pós-punk", "new wave", "urbano-depressiva" e outros tipos de rock e pop vanguardista.
O programa Som da Frente durou desde 1982 até 1993. Nesse período trabalhou também na editora Dacapo (onde foi responsável por catalógos como a Island e a ZTT) e na distribuidora Anónima.
A partir de 1993 foi colaborador da estação de rádio alternativa XFM onde apresentou o programa Grande Delta. Terminada essa estação, em 1997 regressou à Rádio Comercial onde apresentou a A Hora do Lobo que depois transitou para a Best Rock FM. Ainda na Comercial apresentou o programa As Horas.
Recebeu um "Globo de Ouro" no único ano em que esta iniciativa da SIC e da revista Caras teve uma categoria para a rádio.
Trabalhou com a editora Música Alternativa. Chegou a escrever no "Blitz" e no "O Independente". A partir de Março de 2006 passou a trabalhar como voz-off da estação televisiva SIC.
Em 14 de Setembro de 2007, a nova gestão da Rádio Comercial resolveu dispensar os serviços de António Sérgio, por achar que o seu programa de autor não se enquadrava na convencionalidade da nova grelha e a sua voz "não servir" para o público-alvo. Tal facto gerou enorme contestação e desagrado entre os ouvintes e admiradores de António Sérgio, mas em vão. Luís Montez, seu antigo director da XFM, contratou-o então para a Rádio Radar, onde António Sérgio passou a realizar e apresentar o seu novo programa Viriato 25, a partir de 3 de Dezembro de 2007, das 23h00 à 1h00.  
Morreu inesperadamente em 1 de Novembro de 2009, aos 59 anos, vítima de uma crise cardíaca. Era casado com Ana Cristina Ferrão (sua colaboradora, autora, realizadora de rádio, tradutora, especialista de música rock e consultora informática) e pai de três filhos. A nível nacional e internacional foi um dos mais talentosos e mais cultos divulgadores de música rock e alternativa em Portugal.